# Großkorbetha

Luftbildpanorama von Großkorbetha (links) und Kleinkorbetha (rechts)

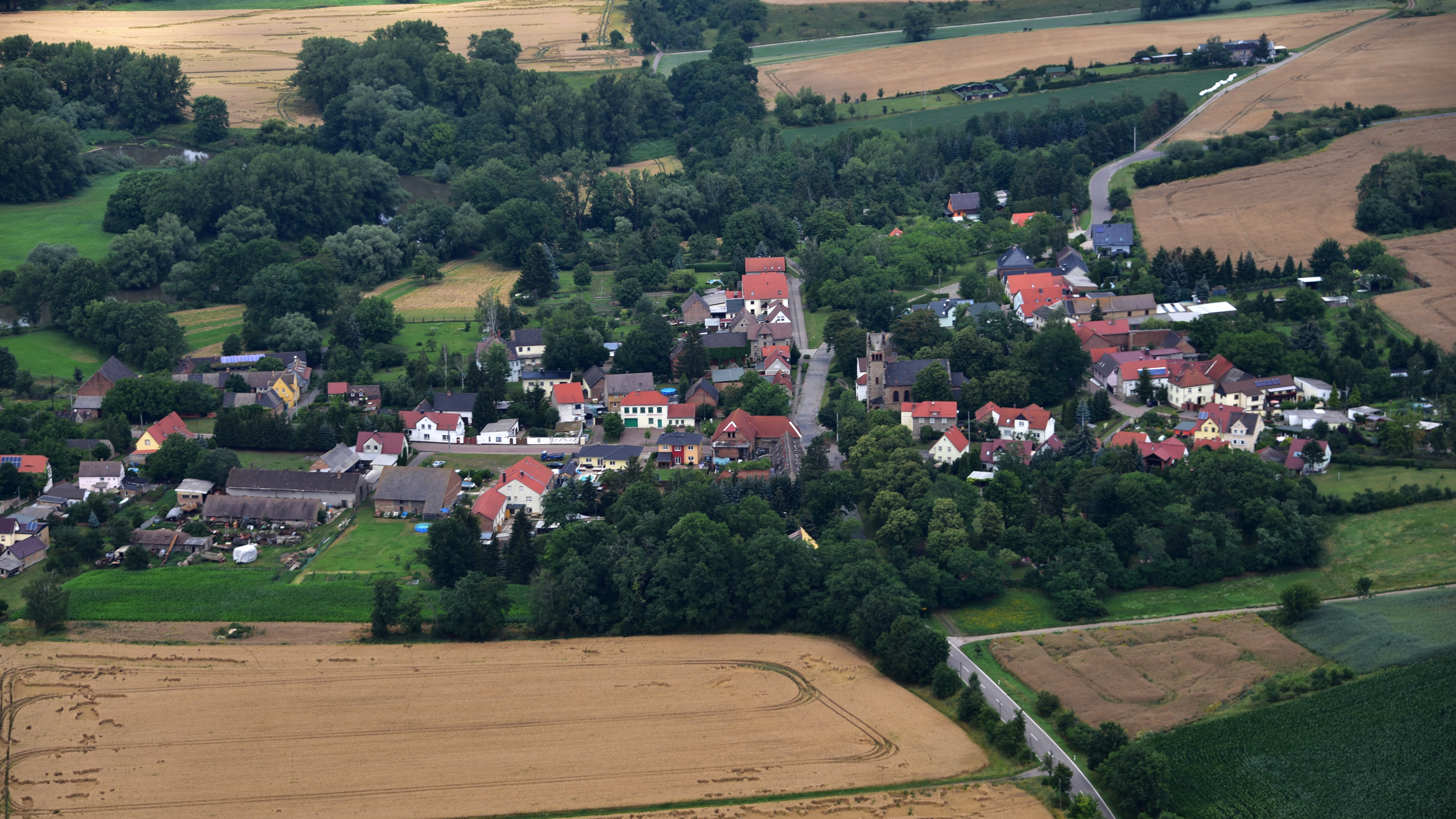
Kleinkorbetha, Luftaufnahme (2017)

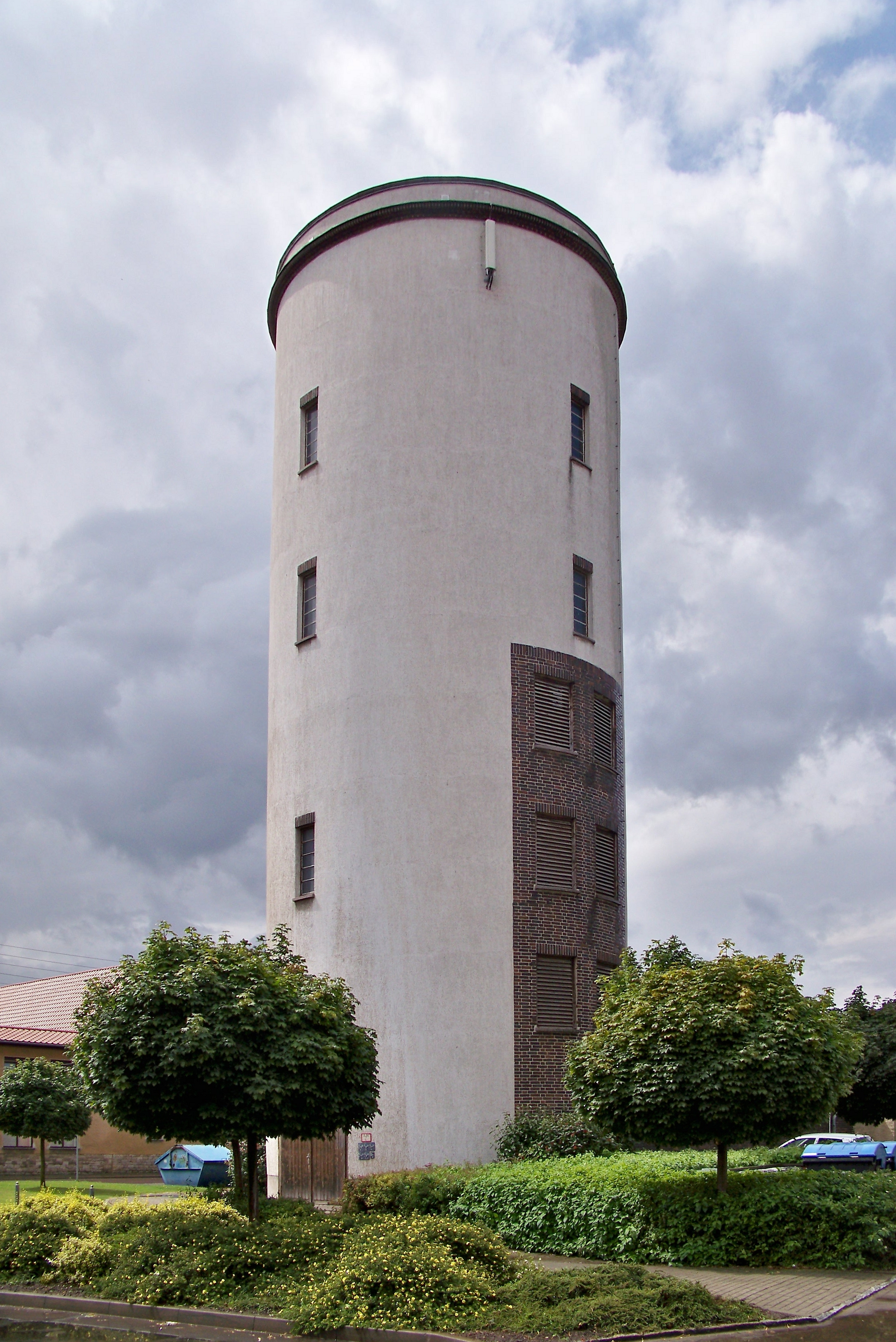
Wasserturm

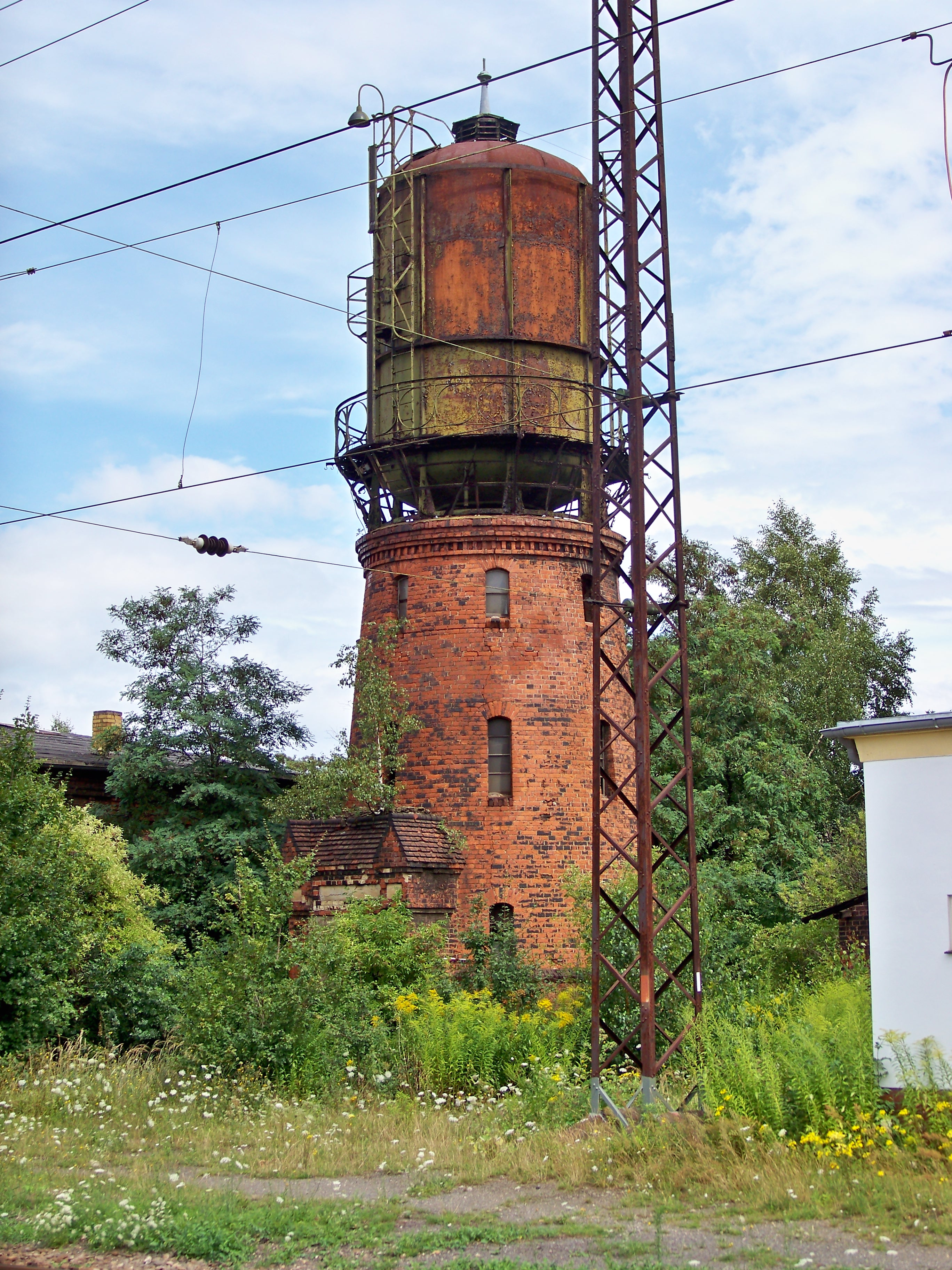
Wasserturm am Bahnhof

Großkorbetha (bis 1933 Großcorbetha) ist eine Ortschaft und ein Ortsteil der Stadt Weißenfels im Burgenlandkreis in Sachsen-Anhalt.

## Geografie
Großkorbetha liegt zwischen Weißenfels und Bad Dürrenberg, nordwestlich des Autobahnkreuzes Rippachtal am linken Saaleufer. Rechts der Saale liegen der Ortsteil Kleinkorbetha und die zu Lützen gehörige Ortschaft Oeglitzsch. Auf der Gemarkung Großkorbetha befindet sich zudem neben dem Ortsteil Kleinkorbetha die Siedlung Gniebendorf.
In der Gemeinde befand sich bis zum 1. September 2010 der Sitz der Verwaltungsgemeinschaft Saaletal, der weitere acht Gemeinden angehörten.

## Geschichte
In einem zwischen 830 und 850 entstandenen Verzeichnis des Zehnten des Klosters Hersfeld wird (Groß-)Korbetha als zehntpflichtiger Ort Curuuati im Friesenfeld erstmals urkundlich erwähnt. Die zweite Nennung im gleichen Verzeichnis bezieht sich auf das Korbetha bei Schkopau. Kleinkorbetha taucht zwar erst 1430 als parvi corvete urkundlich auf, ist aber doch älter, da bereits 1330 corvete superius überliefert ist, was somit die Existenz des kleinen Korbetha jenseits der Saale voraussetzt. Der Ortsname lässt sich auf germanisch Karren waten zurückführen, was topografisch durch die schon in prähistorischer Zeit existierenden Saalefurten zwischen beiden Orten bzw. zwischen Gniebendorf und Kleinkorbetha bestätigt wird. Damals teilte sich die Saale hier in mehrere flache Arme, was ein Durchschreiten oder Durchfahren ermöglichte. Einige tote Restlöcher und Mulden sind noch erkennbar. Über die Jahrhunderte hinweg änderte sich die Schreibweise mehrfach. So ist 1458 von Korwetha die Rede (noch heute umgangssprachlich „Korweete“), 1545 Groß Corbetha. Aus dem Jahr 1593 findet sich in der Kirchenglocke die Inschrift Grosscorbetha; seit 1933 schließlich trägt das Dorf den noch heute gültigen Namen Großkorbetha. 1293 wurde mit dem Bau der Kirche in honorem sancti Martini (zu Ehren des heiligen St. Martin) begonnen. 1433 wurden weite Teile des Ortes von der Saale überflutet und hierdurch vierzig Häuser zerstört. Während des Dreißigjährigen Krieges wurde der Ort durch schwedische Truppen wegen nicht gezahlter Kontribution in Brand gesteckt. Im Jahre 1804 zerstörte eine Feuersbrunst einen großen Teil des Dorfes.
Großkorbetha, Gniebendorf und Kleinkorbetha gehörten bis 1815 zum Kurfürstentum Sachsen bzw. zum Königreich Sachsen. Kleinkorbetha am östlichen Saaleufer unterstand dem hochstift-merseburgischen Amt Lützen, das seit 1561 unter kursächsischer Hoheit stand und zwischen 1656/57 und 1738 zum Sekundogenitur-Fürstentum Sachsen-Merseburg gehörte. Großkorbetha und Gniebendorf westlich der Saale lagen im Norden des kursächsischen Amts Weißenfels (Burgwerbener Gerichtsstuhl), das zwischen 1656/57 und 1746 zum Sekundogenitur-Fürstentum Sachsen-Weißenfels gehörte. Durch die Beschlüsse des Wiener Kongresses kamen die drei Orte mit dem Westteil des Amts Lützen und dem Amt Weißenfels im Jahr 1815 zu Preußen. Sie wurden 1816 dem Regierungsbezirk Merseburg der Provinz Sachsen zugeteilt. Während Kleinkorbetha dem Kreis Merseburg zugeteilt wurde, kamen Großkorbetha und Gniebendorf zum Kreis Weißenfels.
1856 wurde der Bahnhof Großkorbetha in Betrieb genommen, der aufgrund seiner Lage zu einem Knotenpunkt des Personen- und des Güterverkehrs und für die weitere Entwicklung des Ortes von entscheidender Bedeutung wurde. 1981 feierten die Bewohner des Ortes das 1100-jährige Jubiläum der Ersterwähnung. Zwanzig Jahre später, am 7. Dezember, wurde die Saalebrücke zwischen Groß- und Kleinkorbetha eingeweiht.
Bei der ersten Kreisreform in der DDR wurde Kleinkorbetha am 15. Juni 1950 in den Kreis Weißenfels umgegliedert und am 20. Juli 1950 nach Großkorbetha eingemeindet. Mit der zweiten Kreisreform 1952 kam Großkorbetha zum Kreis Weißenfels im Bezirk Halle, der 1990 wieder zum Landkreis Weißenfels wurde und im Jahr 2007 im Burgenlandkreis aufging.
Am 1. September 2010 wurde Großkorbetha mit seinen Ortsteilen Kleinkorbetha und Gniebendorf nach Weißenfels eingemeindet.

### Einwohnerentwicklung
Entwicklung der Einwohnerzahl (ab 1995 Stichtag 31. Dezember):
| Jahr | Einwohner |
| ---- | --------- |
| 1840 | 581       |
| 1931 | 1798      |
| 1970 | 3392      |
| 1990 | * 2358    |
| 1995 | 2235      |
| 2000 | 2204      |
| 2005 | 2031      |
| 2006 | 2008      |
| 2007 | 1965      |
| 2009 | 1923      |
| 2017 | 1785      |

* 3. Oktober

## Religion

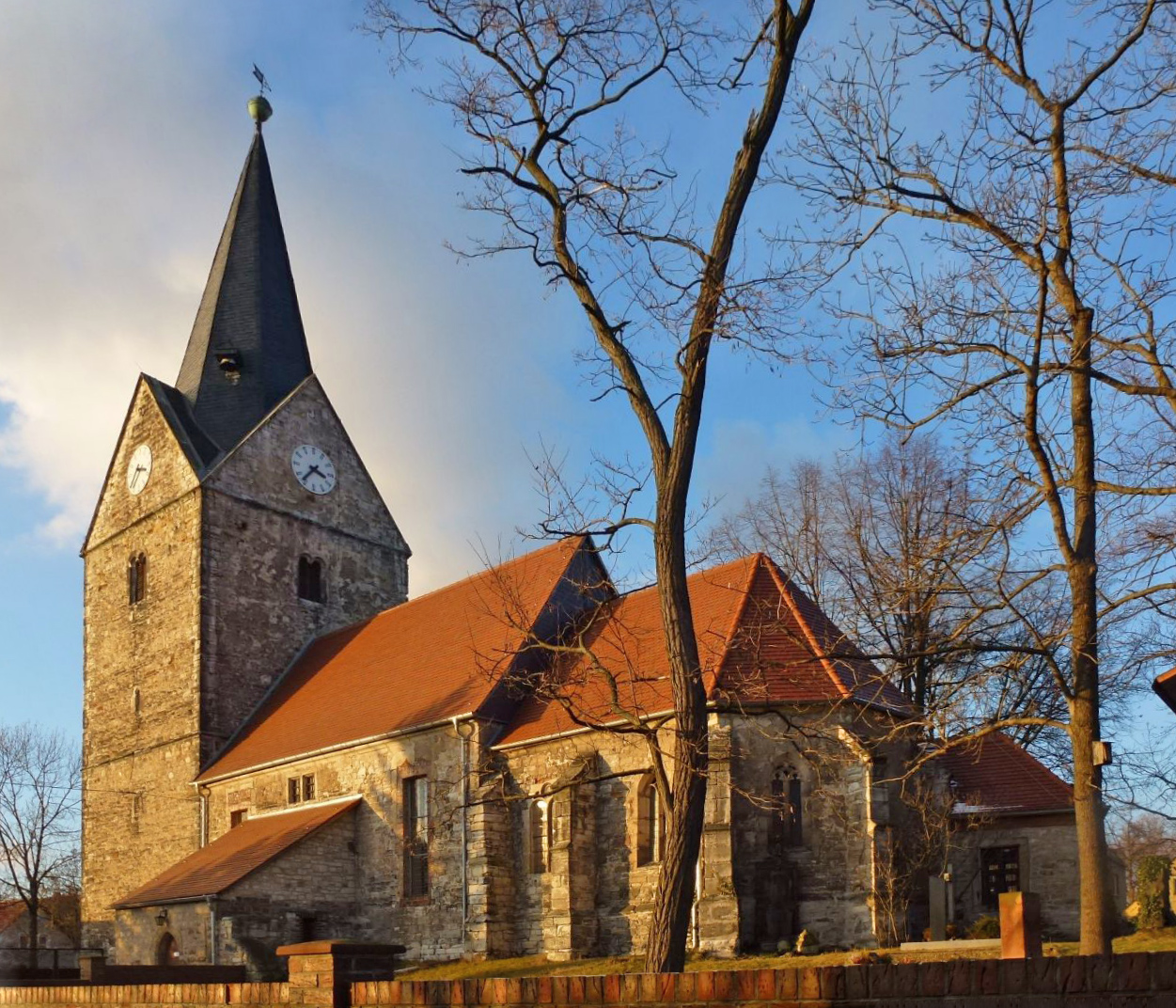
Kirche in Großkorbetha

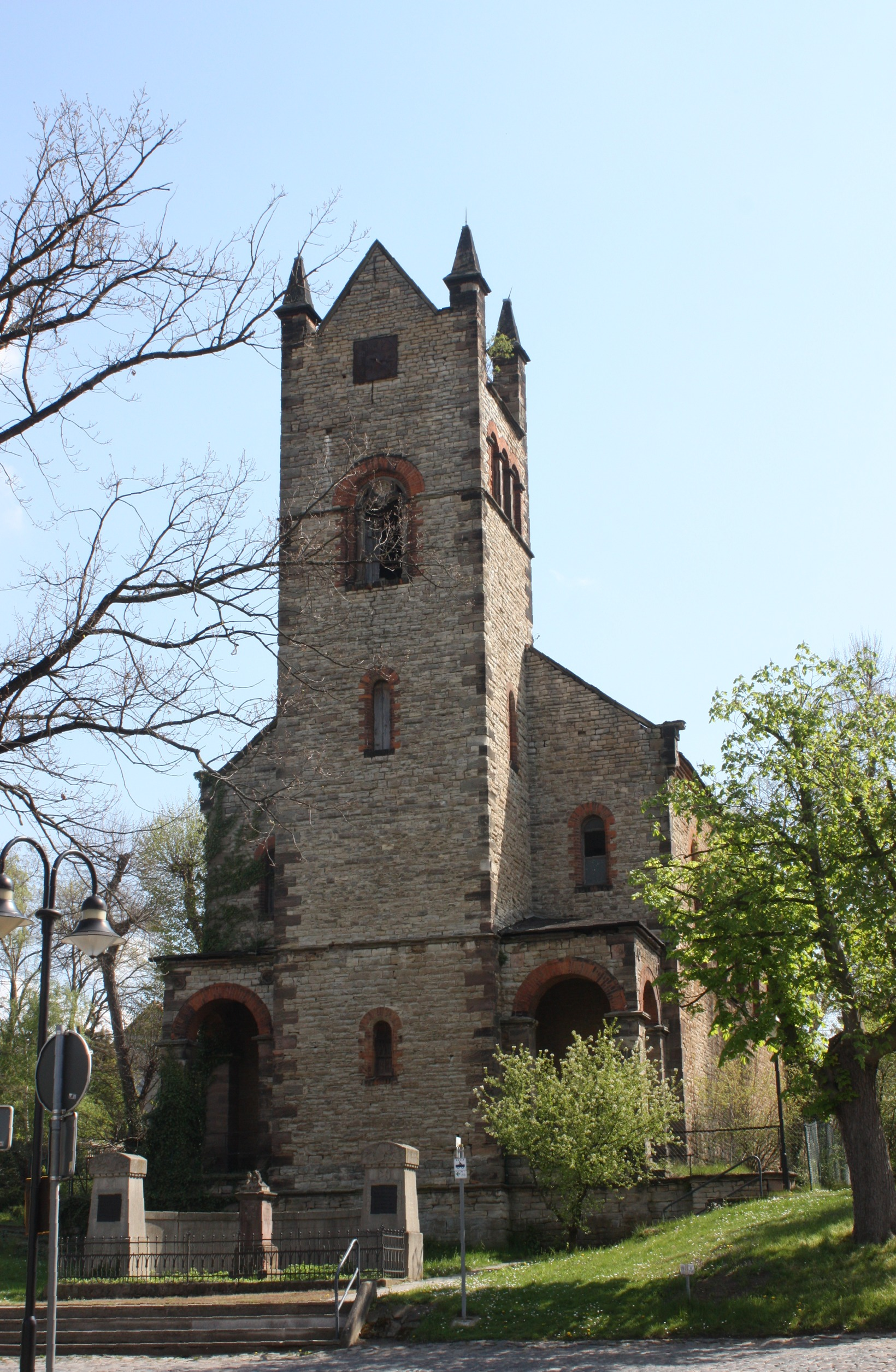
Kirche in Kleinkorbetha

Die ursprünglich zum Bistum Merseburg gehörende Kirche in Großkorbetha und ihre Kirchengemeinde wurden durch die im 16. Jahrhundert durchgeführte Reformation evangelisch-lutherisch.

### Evangelisch-lutherische Kirche
Die Kirchengemeinde Großkorbetha mit ihrer auf das 13. Jahrhundert zurückgehenden Martinskirche gehört zum Kirchenkreis Merseburg der Evangelischen Kirche in Mitteldeutschland. Die 1855 erbaute Kirche in Kleinkorbetha wird nicht mehr genutzt.

### Römisch-katholische Kuratie
Nach dem Zweiten Weltkrieg kamen durch die Flucht und Vertreibung Deutscher aus Mittel- und Osteuropa Katholiken in größerer Zahl nach Großkorbetha und in die umliegenden Ortschaften, sie gehörten zunächst zur Pfarrei Weißenfels. 1957 kam der geplante Ankauf eines bebauten Grundstücks in Großkorbetha für katholische Zwecke nicht zustande. Am 1. Dezember 1958 wurde die Kuratie Großkorbetha errichtet, die zur Pfarrei Weißenfels gehörte und damals rund 1000 Katholiken umfasste. Leo Nowak, der spätere Bischof des Bistums Magdeburg, wurde ihr erster Kuratus. Die katholischen Gottesdienste fanden in der evangelischen St.-Martins-Kirche und im evangelischen Konfirmandensaal statt. 1961 übernahm Manfred Kania das Amt des Kuratus in Großkorbetha, ihm folgte 1967 Heinrich Czarnojanczyk. 1973 wurde die Kuratie aufgehoben und Kuratus Czarnojanczyk versetzt. Die Katholiken in Großkorbetha gehören seitdem wieder zur Pfarrei Weißenfels. Bis 2002 fanden noch Messen in Großkorbetha statt.

## Politik
Die bis zu ihrer Zwangseingemeindung im Jahr 2010 selbständige Gemeinde Großkorbetha ist eine Ortschaft der Stadt Weißenfels im Sinne des § 86 GO LSA. Sie verfügt damit über einen Ortschaftsrat und einen Ortsbürgermeister.

## Wirtschaft
In der DDR gab es im Ort mit dem VEB Anglerbedarf Großkorbetha den einzigen derartigen Betrieb des Landes.

### Ortschaftsrat
Der Ortschaftsrat besteht grundsätzlich aus achtgewählten Ortschaftsräten. Der Ortsbürgermeister gehört dem Ortschaftsrat ex officio an und hat den Vorsitz inne. Nach der Ortschaftsratswahl 2024 konnten zwei der acht Sitze auf Grund der Stimmenverteilung nicht vergeben werden.
| Ortschaftsrat Großkorbetha | Ortschaftsrat Großkorbetha | Ortschaftsrat Großkorbetha | Ortschaftsrat Großkorbetha | Ortschaftsrat Großkorbetha | Sitzverteilung im Ortschaftsrat 2024–2029Insgesamt 6 Sitze - Einzel: 3 - TSV: 2 - CDU: 1 |
| Wahlvorschlag              | Wahlvorschlag              | Wahlvorschlag              | Sitze                      | Sitze                      | Sitzverteilung im Ortschaftsrat 2024–2029Insgesamt 6 Sitze - Einzel: 3 - TSV: 2 - CDU: 1 |
| Wahlvorschlag              | Wahlvorschlag              | Wahlvorschlag              | 2024                       | 2011                       | Sitzverteilung im Ortschaftsrat 2024–2029Insgesamt 6 Sitze - Einzel: 3 - TSV: 2 - CDU: 1 |
|                            | EB                         | Einzelbewerber             | 3                          | 3                          | Sitzverteilung im Ortschaftsrat 2024–2029Insgesamt 6 Sitze - Einzel: 3 - TSV: 2 - CDU: 1 |
|                            | WG TSV                     | WG TSV Großkorbetha        | 2                          | 3                          | Sitzverteilung im Ortschaftsrat 2024–2029Insgesamt 6 Sitze - Einzel: 3 - TSV: 2 - CDU: 1 |
|                            |                            | CDU                        | 1                          | 2                          | Sitzverteilung im Ortschaftsrat 2024–2029Insgesamt 6 Sitze - Einzel: 3 - TSV: 2 - CDU: 1 |
|                            |                            | Die Linke                  | 0                          | 2                          | Sitzverteilung im Ortschaftsrat 2024–2029Insgesamt 6 Sitze - Einzel: 3 - TSV: 2 - CDU: 1 |
|                            |                            | FDP                        | 0                          | 1                          | Sitzverteilung im Ortschaftsrat 2024–2029Insgesamt 6 Sitze - Einzel: 3 - TSV: 2 - CDU: 1 |
|                            |                            | SPD                        | 0                          | 1                          | Sitzverteilung im Ortschaftsrat 2024–2029Insgesamt 6 Sitze - Einzel: 3 - TSV: 2 - CDU: 1 |
|                            | Nicht vergeben             | Nicht vergeben             | 2                          | 0                          | Sitzverteilung im Ortschaftsrat 2024–2029Insgesamt 6 Sitze - Einzel: 3 - TSV: 2 - CDU: 1 |
| Gesamt                     | Gesamt                     | Gesamt                     | 8                          | 12                         | Sitzverteilung im Ortschaftsrat 2024–2029Insgesamt 6 Sitze - Einzel: 3 - TSV: 2 - CDU: 1 |

### Ortsbürgermeister
Ortsbürgermeister ist seit 2024 Uwe Horn, welcher Birgit Weber nachfolgte.

## Sehenswürdigkeiten und Tourismus

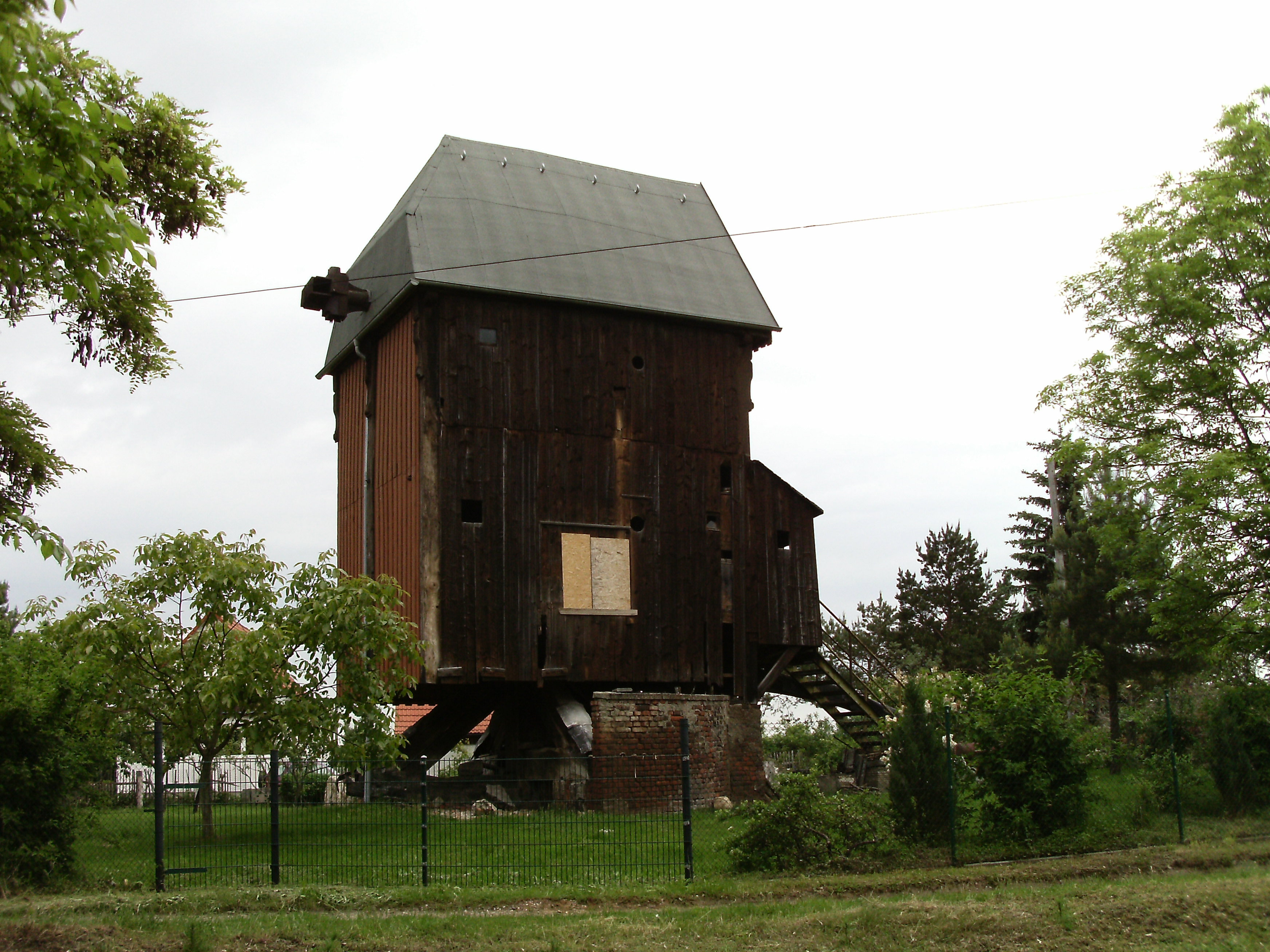
Gniebendorfer Mühle

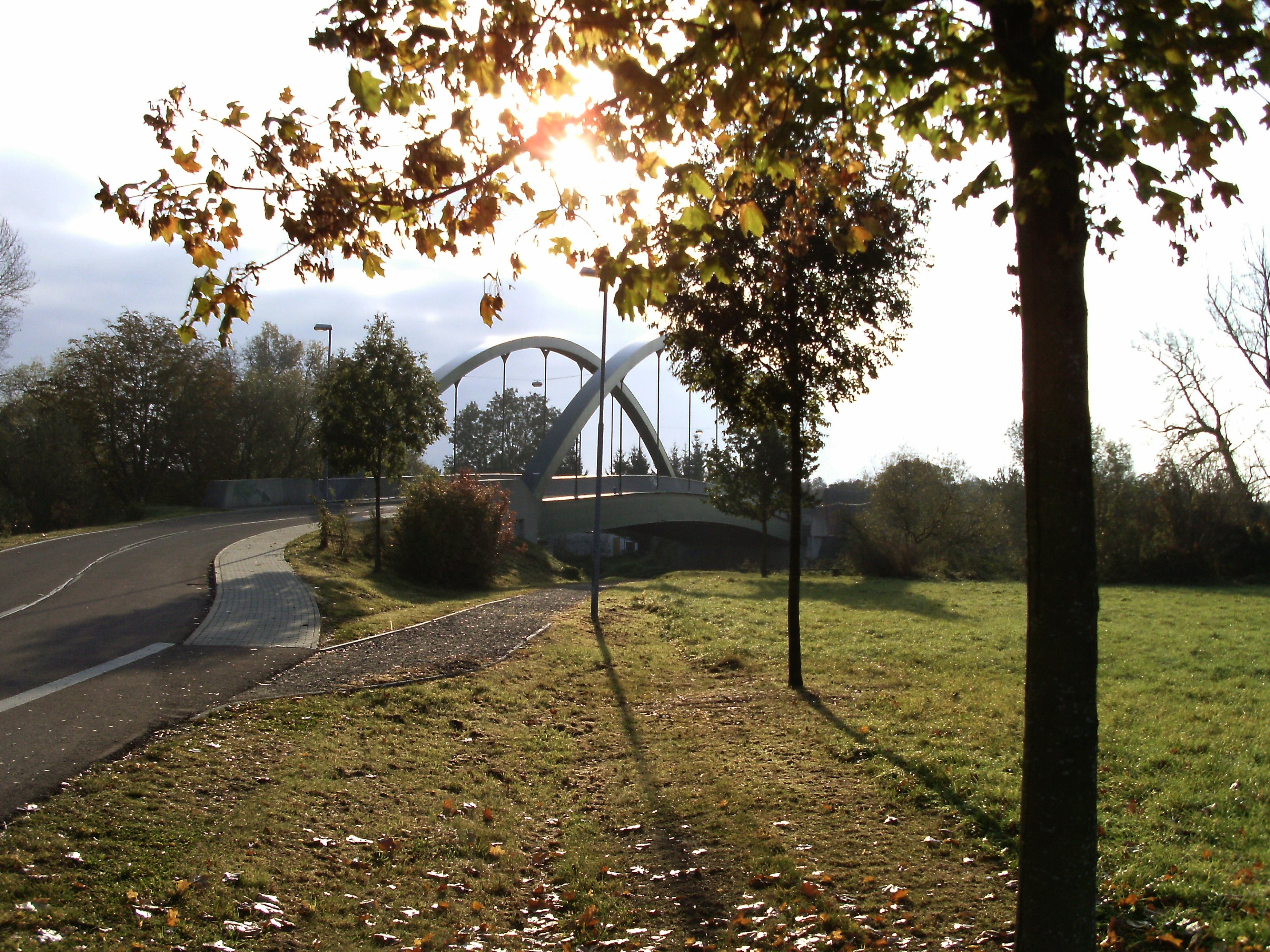
Saalebrücke

- Dorfkirche St. Martin aus dem Jahr 1293
- In der Kirche von Kleinkorbetha befindet sich die 1800 eingebaute Orgel von Johann Gottlob Trampeli.
- Wasserturm (stillgelegt)
- Wasserturm am Bahnhof (stillgelegt)
- Gniebendorfer Mühle
- Gedenkstein aus dem Jahre 1952 auf dem Harnackplatz für die Opfer des Faschismus
- Der Saale-Radweg überquert die Saale zwischen Groß- und Kleinkorbetha.
- Kriegerdenkmal am Karl-Marx-Platz

## Verkehrsanbindung

### Schienenverkehr
Großkorbetha besitzt seit 1856 einen Bahnhof, in dem sich die Strecken nach Halle und nach Leipzig trennen. Jeweils stündlich halten hier Züge der Linie RB 20 Leipzig – Erfurt – Eisenach und der Linie RB 25 Halle/Saale – Jena – Saalfeld. Diese werden von Abellio Rail Mitteldeutschland betrieben.
Hier beginnt außerdem die Bahnstrecke Großkorbetha–Deuben, auf der seit 1999 nur noch Kohlezüge nach Wählitz (kurz vor Hohenmölsen) fahren.

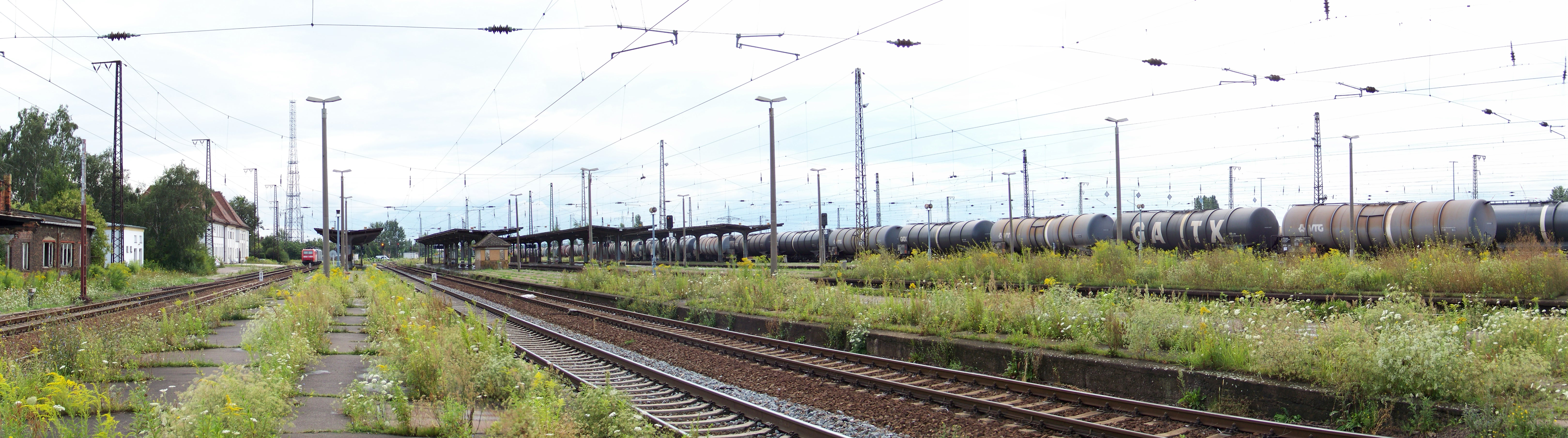
Bahnhof Großkorbetha

### Straßenverkehr

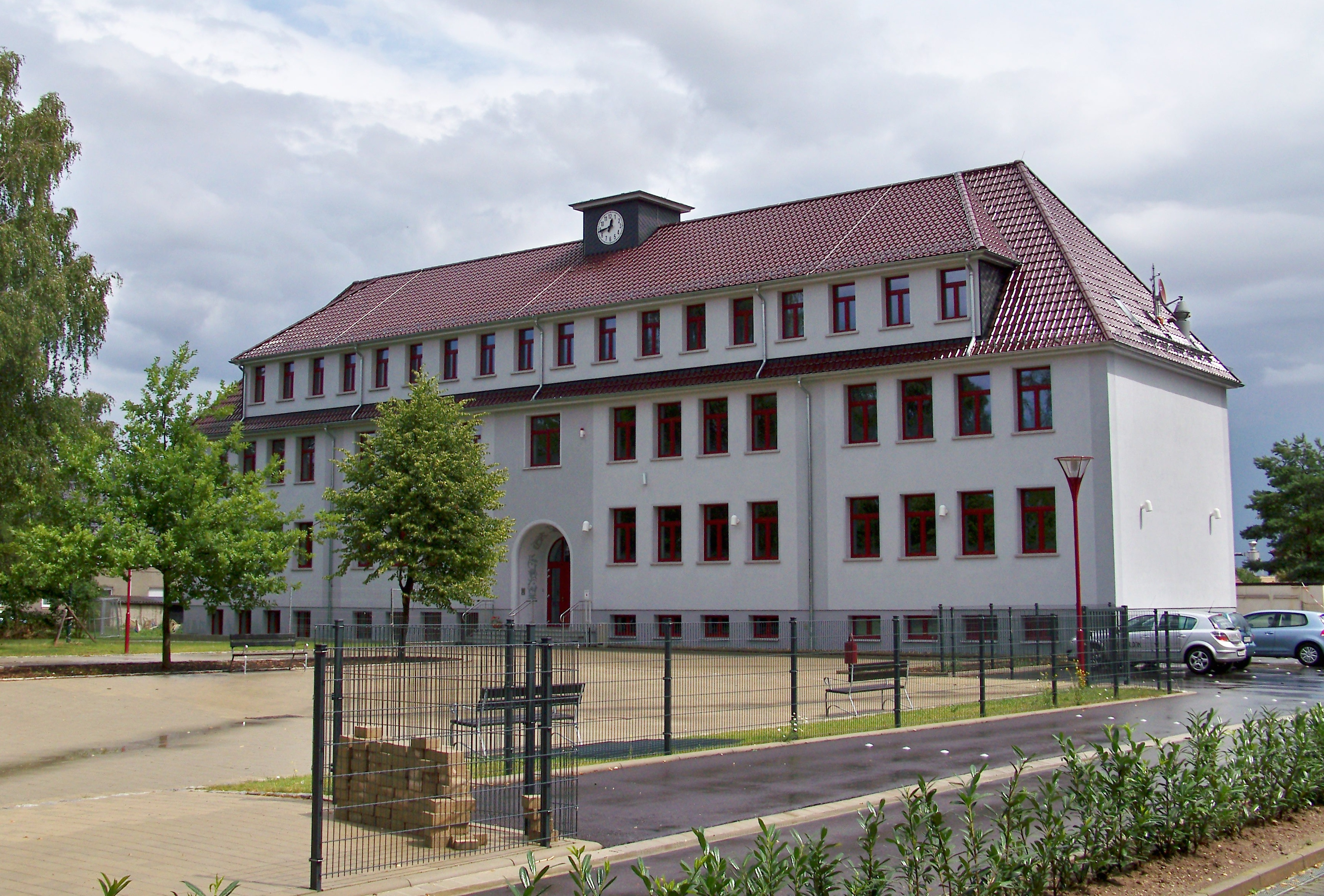
Privates Allgemeinbildendes Schulzentrum

Großkorbetha ist über die A-38-Abfahrt Leuna und den Abzweig Bäumchen an der B 91 zu erreichen. Direkt durch den Ort führt die Landstraße von Merseburg nach Weißenfels.

## Bildung
- Kindergarten „Sonnenschein“
- Grundschule Großkorbetha
- Freie Sekundarschule (Privates Allgemeinbildendes Schulzentrum)
- Freies Gymnasium (Privates Allgemeinbildendes Schulzentrum)

## Persönlichkeiten
- Johann Christian August Grohmann (1769–1847), Philosoph, Psychologe und Rhetoriker
- Ernst Gustav Vogel (1797–1874), Hauslehrer, Bibliograf und Sekretär der Königlichen Öffentlichen Bibliothek in Dresden
- Karl Gottfried Wilhelm Theile (1799–1854), evangelischer Theologe und Hochschulprofessor
- Hans-Joachim Bartmuß (1929–2023), Historiker
- Wolfgang Hanisch (* 1951), Leichtathlet